# Severos z Antiochie
Severos z Antiochie (také Severus, řecky Σεβῆρος, Sevéros; jiné přídomky Velký, z Gazy, Koruna Syřanů; kolem roku 456 Sozopolis v Pisidii - 8. února 538 Xois v Egyptě) byl významný pozdně antický teolog a první miafyzitský patriarcha Antiochie. Je považován za světce a učitele syrské pravoslavné a koptské církve (den památky v obou je 8. února).
Severos pocházel z bohaté pohanské rodiny. Studoval rétoriku a gramatiku v Alexandrii a práva v Bejrútu. Byl pokřtěn v Tripolisu kolem roku 488 a po roce 491 se stal mnichem v klášteře Petra Iberského v Maiumě poblíž Gazy a po roce 491 se stal knězem a archimandritou. Svými miafyzitskými mnichy byl roku 508 vyslán do Konstantinopole protestovat proti jejich pronásledování příznivci chalcedonského koncilu. Zůstal u dvora tři roky a získal si důvěru císaře Anastasia I. Severos se účastnil svržení prochalcedonských patriarchů Makedonia Konstantinopolského a Flaviana Antiochijského.
S pomocí Filoxena z Mabbugu byl Severos roku 512 nakonec zvolen jako nástupce sesazeného patriarchy Flaviana a 16. listopadu 512 byl vysvěcen. Tento úřad zastával v Antiochii do roku 518, kdy z města uprchl. Z jeho antiošského období se dochovalo 125 „katedrálních homilií“.
Poté, co nastoupil císař Justinus I., Severos se v roce 518 vyhnul zajetí útěkem přes Kypr do Egypta, kde nadále vystupoval jako patriarcha a až do své smrti sloužil jako vůdce „severiánských“ odpůrců Chalcedonu. V roce 535 byl pozván císařem Justiniánem I. k jednání do Konstantinopole, kde se mu dočasně podařilo obnovit miafyzitismus s pomocí císařovny Theodory I. a místního patriarchy Anthima. V roce 536 byl spolu s Anthimem odsouzen a Severos odešel znovu do exilu do Egypta, kde zemřel 8. února 538 v Xois.
Severovy polemické spisy byly také zakázány. Jsou však známy v syrském překladu.